# Giải Oscar lần thứ 76
Giải Oscar lần thứ 76 là giải thưởng của Viện Hàn lâm Khoa học và Nghệ thuật Điện ảnh Hoa Kỳ, giải thưởng vinh danh những phim điện ảnh xuất sắc của năm 2003, được tổ chức vào ngày 29 tháng 2 năm 2004 tại nhà hát Kodak lúc 5 giờ 30 giờ Mỹ. Giải thưởng năm này được trao cho 24 hạng mục. Nam diễn viên Billy Crystal lần thứ 8 làm nhiệm vụ dẫn chương trình.
Chúa tể của những chiếc nhẫn: Sự trở về của nhà vua giành tới 11 giải thưởng bao gồm đạo diễn xuất sắc nhất cho Peter Jackson, và phim hay nhất. Theo sau là Master and Commander: The Far Side of the World và Mystic River với hai giải thưởng. Các phim The Barbarian Invasions, Chernobyl Heart, Cold Mountain, Đi tìm Nemo, The Fog of War, Harvie Krumpet, Lost in Translation, Monster, Two Soldiers mỗi phim giành được một giải.

## Giải thưởng và đề cử
Các đề cử của giải Oscar lần thứ 76 được công bố vào ngày 27 tháng 1 năm 2004 tại nhà hát Samuel Goldwyn, Beverly Bills bởi Frank Pierson, chủ tịch viện Hàn lâm, và nữ diễn viên Sigourney Weaver. Chúa tể của những chiếc nhẫn: Sự trở về của nhà vua giành được nhiều đề cử nhất với 11 đề cử, Master and Commander: The Far Side of the World giành được 10 đề cử.
Với 11 giải thưởng, Chúa tể của những chiếc nhẫn: Sự trở về của nhà vua cùng với Ben-Hur và Titanic (phim 1997) là 3 phim giành được nhiều giải Oscar trong lịch sử của giải thưởng này. Sofia Coppola là nữ đạo diễn người Mỹ đầu tiên giành đề của ở hạng mục đạo diễn xuất sắc nhất, nâng tổng số nữ đạo diễn từng nhận đề cử của giải này lên 3 người. Sean Penn và Tim Robbins lần lượt giành giải nam diễn viên xuất sắc nhất và nam diễn viên phụ xuất sắc nhất, do đó Mystic River trở thành bộ phim thứ 4 mà cả hai nam diễn viên chính-phụ đều giành giải.

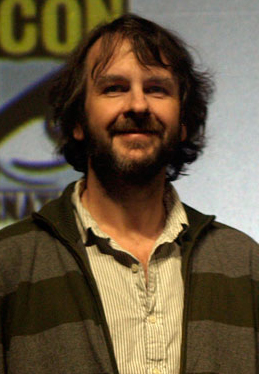
Peter Jackson, Đạo diễn xuất sắc nhất

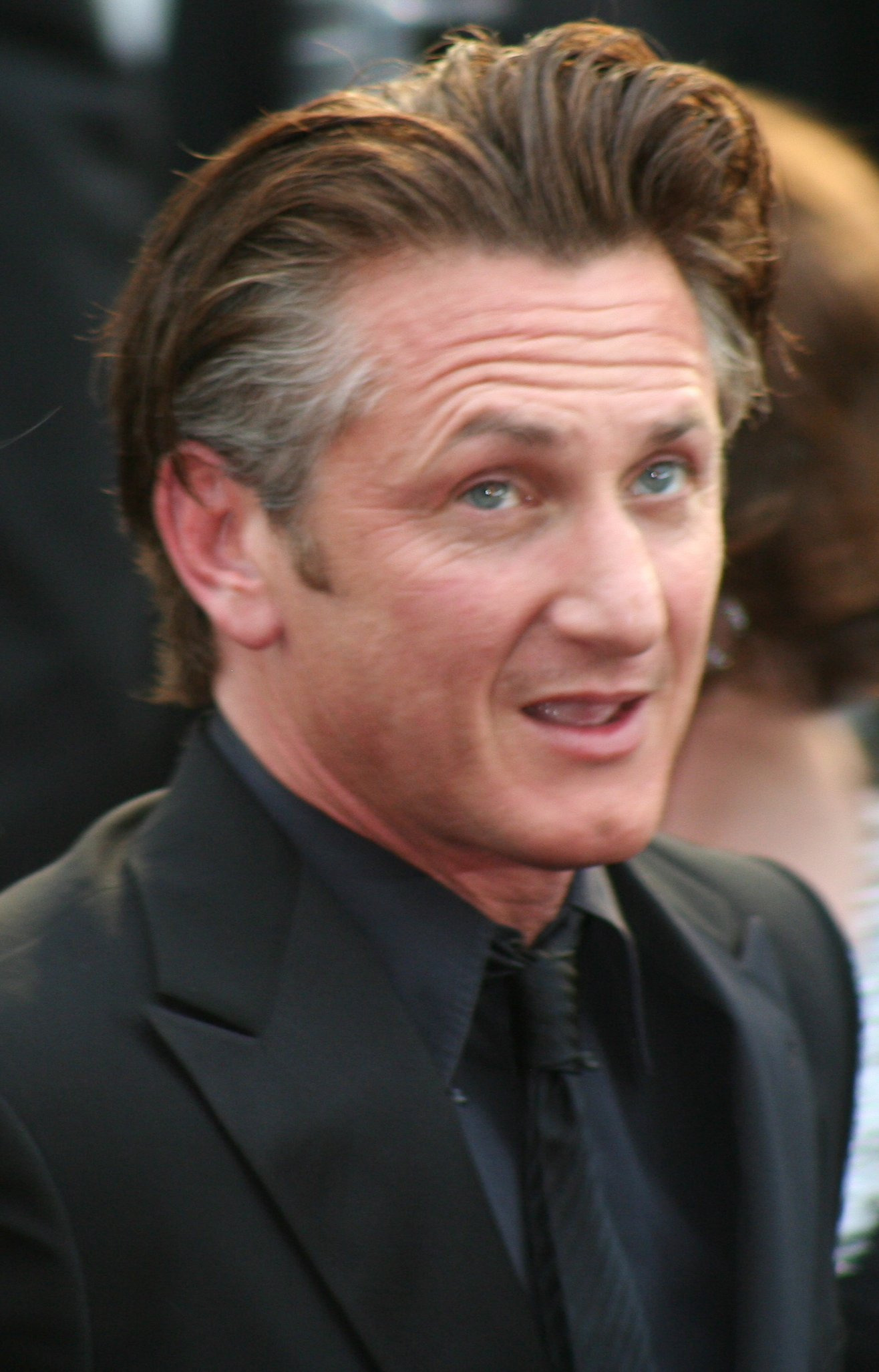
Sean Penn, Nam diễn viên xuất sắc nhất

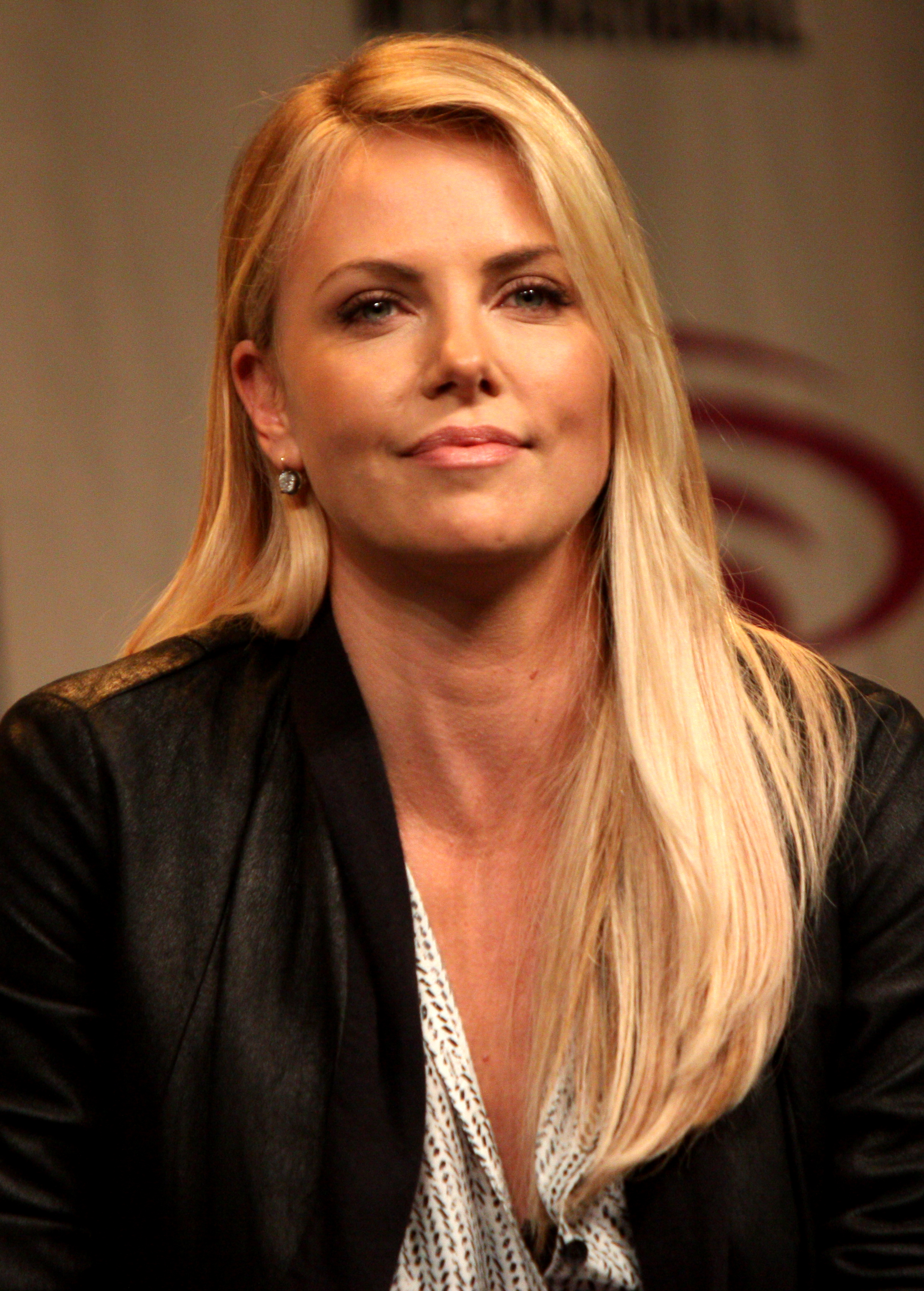
Charlize Theron, Nữ diễn viên xuất sắc nhất

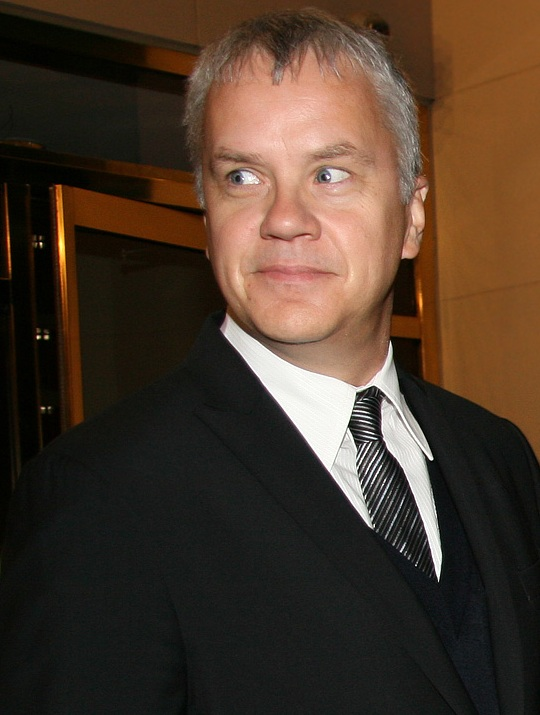
Tim Robbins, Nam diễn viên phụ xuất sắc nhất

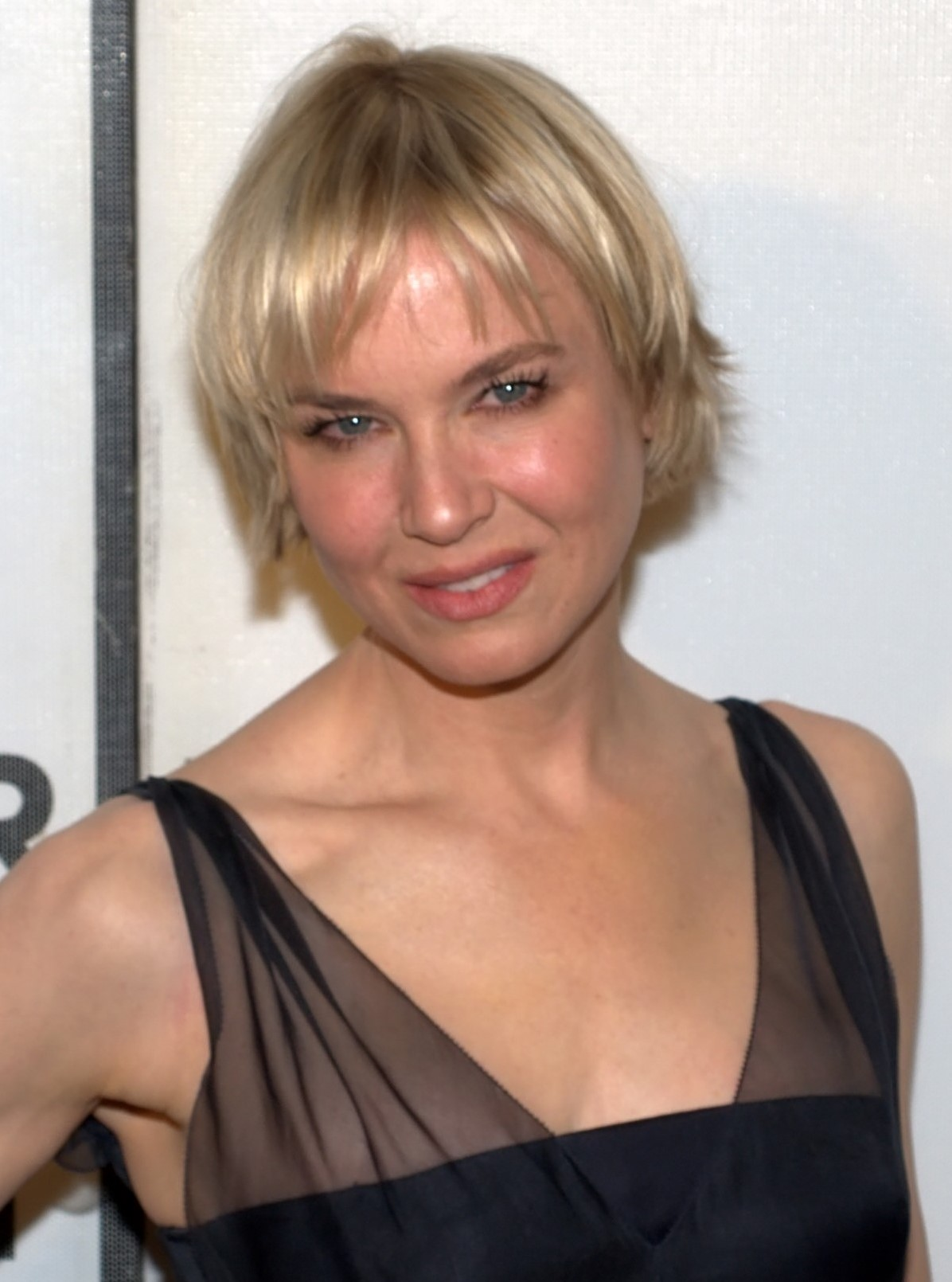
Renée Zellweger, Nữ diễn viên phụ xuất sắc nhất

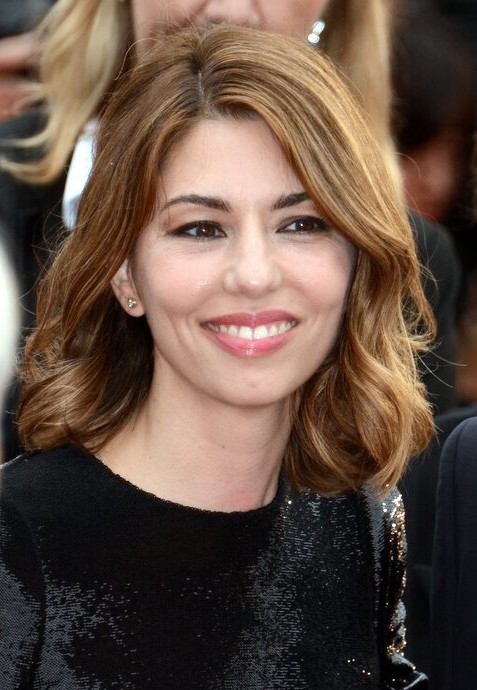
Sofia Coppola, Kịch bản gốc xuất sắc nhất

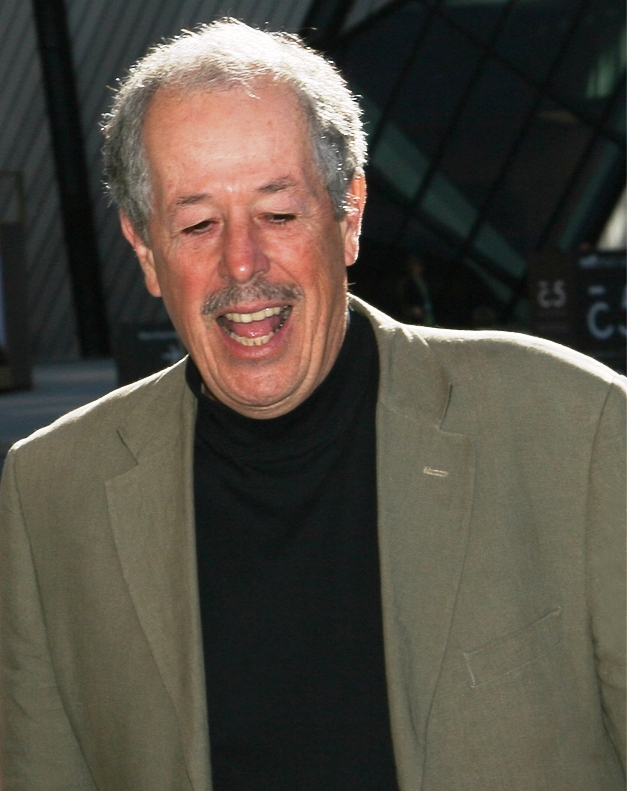
Denys Arcand, Phim ngoại ngữ hay nhất

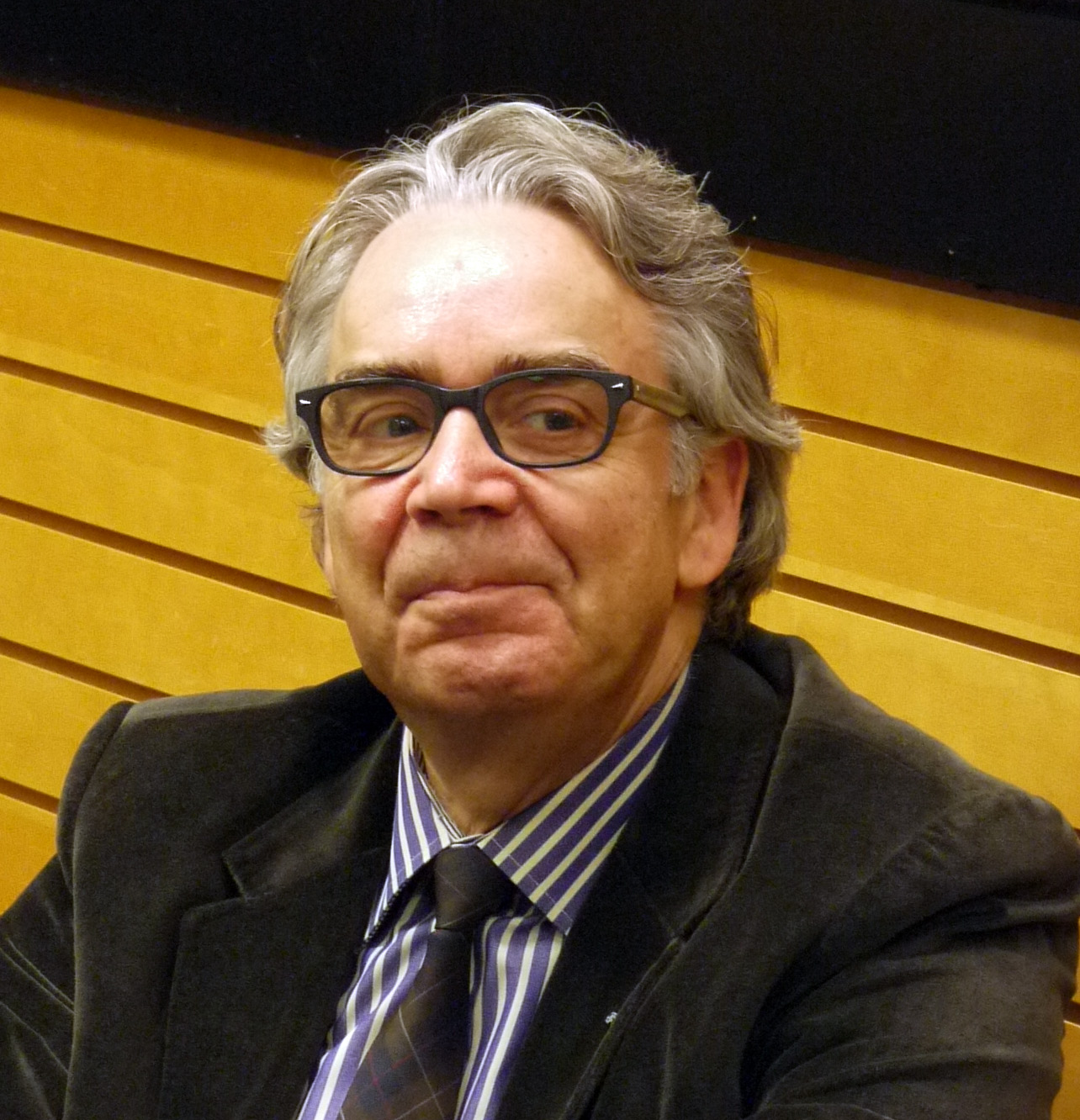
Howard Shore, Nhạc phim hay nhất

Winners are listed first and highlighted in boldface.
| Phim hay nhất | Đạo diễn xuất sắc nhất |
| --- | --- |
| - Chúa tể của những chiếc nhẫn: Sự trở về của nhà vua – Peter Jackson, Fran Walsh, Barrie M. Osborne - Lost in Translation – Sofia Coppola, Ross Katz - Master and Commander: The Far Side of the World – Samuel Godwyn, Jr., Peter Weir, Duncan Henderson - Mystic River – Clint Eastwood, Judie C. Hoyt, Robert Lorenz - Seabiscuit – Kathleen Kennedy, Frank Marshall, Gary Ross | - Peter Jackson – Chúa tể của những chiếc nhẫn: Sự trở về của nhà vua - Sofia Coppola – Lost in Translation - Clint Eastwood – Mystic River - Fernando Meirelles – Thành phố của Chúa - Peter Weir – Master and Commander: The Far Side of the World |
| Nam diễn viên xuất sắc nhất | Nữ diễn viên xuất sắc nhất |
| - Sean Penn – Mystic River trong vai Jimmy Markum - Johnny Depp – Cướp biển vùng Caribbean: Lời nguyền tàu Ngọc Trai Đen trong vai Jack Sparrow - Ben Kingsley – House of Sand and Fog trong vai Massoud Amir Behrani - Jude Law – Cold Mountain trong vai W. P. Inman - Bill Murray – Lost in Translation trong vai Bob Harris                                                     | - Charlize Theron – Monster trong vai Aileen Wuornos - Keisha Castle-Hughes – Whale Rider trong vai Paikea Apirana - Diane Keaton – Something's Gotta Give trong vai Erika Berry - Samantha Morton – In America trong vai Sarah Sullivan - Naomi Watts – 21 Grams trong vai Cristina "Cris" Williams Peck |
| Nam diễn viên phụ xuất sắc nhất | Nữ diễn viên phụ xuất sắc nhất |
| - Tim Robbins – Mystic River trong vai Dave Boyle - Alec Baldwin – The Cooler trong vai Shelley Kaplow - Benicio del Toro – 21 Grams trong vai Jack Jordan - Djimon Hounsou – In America trong vai Mateo Kuamey - Ken Watanabe – Võ sĩ đạo cuối cùng trong vai Lord Moritsugu Katsumoto                                                                                             | - Renée Zellweger – Cold Mountain trong vai Ruby Thewes - Shohreh Aghdashloo – House of Sand and Fog trong vai Nadereh Behrani - Patricia Clarkson – Pieces of April trong vai Joy Burns - Marcia Gay Harden – Mystic River trong vai Celeste Boyle - Holly Hunter – Thirteen trong vai Melanie Freeland |
| Kịch bản gốc xuất sắc nhất | Kịch bản chuyển thể xuất sắc nhất |
| - Lost in Translation – Sofia Coppola - Dirty Pretty Things – Steven Knight - Đi tìm Nemo – Andrew Stanton, Bob Peterson và David Reynolds - In America – Jim Sheridan, Naomi Sheridan và Kirsten Sheridan - The Barbarian Invasions – Denys Arcand | - Chúa tể của những chiếc nhẫn: Sự trở về của nhà vua – Peter Jackson, Fran Walsh và Philippa Boyens từ Sự trở về của nhà vua của J. R. R. Tolkien - American Splendor – Shari Springer Berman và Robert Pulcini từ American Splendor của Harvey Pekar và Our Cancer Year của Joyce Brabner - Thành phố của Chúa – Bráulio Mantovani từ City of God của Paulo Lins - Mystic River – Brian Helgeland từ Mystic River của Dennis Lehane - Seabiscuit – Gary Ross từ Seabiscuit: An American Legend của Laura Hillenbrand |
| Phim hoạt hình hay nhất | Phim ngoại ngữ hay nhất |
| - Đi tìm Nemo – Andrew Stanton - Brother Bear – Aaron Blaise và Robert Walker - The Triplets of Belleville – Sylvain Chomet | - The Barbarian Invasions tiếng Pháp - Evil tiếng Thụy Điển - The Twilight Samurai tiếng Nhật - Želary tiếng Hà Lan - Twin Sisters bằng tiếng Séc |
| Phim tài liệu xuất sắc nhất | Phim tài liệu ngắn xuất sắc nhất |
| - The Fog of War\|The Fog of War: Eleven Lessons from the Life of Robert S. McNamara – Errol Morris và Michael Williams - Balseros – Carlos Bosch và Josep Maria Domenech - Capturing the Friedmans – Andrew Jarecki và Marc Smerling - My Architect – Nathaniel Kahn và Susan Rose Behr - The Weather Underground – Sam Green và Bill Siegel                                       | - Chernobyl Heart – Maryann DeLeo - Asylum – Sandy McLeod và Gini Reticker - Ferry Tales – Katja Esson |
| Phim ngắn hay nhất | Phim hoạt hình ngắn hay nhất |
| - Two Soldiers – Aaron Schneider và Andrew J. Sacks - Die Rote Jacke (The Red Jacket) – Florian Baxmeyer - Most – Bobby Garabedian và William Zabka - Squash – Lionel Bailliu - (A) Torzija [(A) Torsion] – Stefan Arsenijevic | - Harvie Krumpet – Adam Elliot - Boundin' – Bud Luckey - Destino – Dominique Monfery và Roy Edward Disney - Gone Nutty – Carlos Saldanha và John C. Donkin - Nibbles – Christopher Hinton |
| Nhạc phim hay nhất | Bài hát trong phim hay nhất |
| - Chúa tể của những chiếc nhẫn: Sự trở về của nhà vua – Howard Shore - Big Fish – Danny Elfman - Cold Mountain – Gabriel Yared - House of Sand and Fog – James Horne - Đi tìm Nemo – Thomas Newman | - "Into the West" của Chúa tể của những chiếc nhẫn: Sự trở về của nhà vua – Fran Walsh, Howard Shore và Annie Lennox - "A Kiss at the End of the Rainbow" của A Mighty Wind – Michael McKean và Annette O'Toole - "You Will Be My Ain True Love" của Cold Mountain – Sting - "Scarlet Tide" của Cold Mountain – T Bone Burnett và Elvis Costello - "Belleville Rendez-vous" của The Triplets of Belleville – Benoît Charest và Sylvain Chomet                                                                          |
| Biên tập âm thanh xuất sắc nhất | Âm thanh xuất sắc nhất |
| - Master and Commander: The Far Side of the World – Richard King - Cướp biển vùng Caribbean: Lời nguyền tàu Ngọc Trai Đen – Christopher Boyes và George Watters II - Đi tìm Nemo – Gary Rydstrom và Michael Silvers | - Chúa tể của những chiếc nhẫn: Sự trở về của nhà vua – Christopher Boyes, Michael Semanick, Michael Hedges và Hammond Peek - Võ sĩ đạo cuối cùng – Andy Nelson, Anna Behlmer và Jeff Wexler - Seabiscuit – Andy Nelson, Anna Behlmer và Tod A. Maitland - Cướp biển vùng Caribbean: Lời nguyền tàu Ngọc Trai Đen – Christopher Boyes, David Parker, David E. Campbell và Lee Orloff - Master and Commander: The Far Side of the World – Paul Massey, Doug Hemphill và Art Rochester                                   |
| Chỉ đạo nghệ thuật xuất sắc nhất | Quay phim xuất sắc nhất |
| - Chúa tể của những chiếc nhẫn: Sự trở về của nhà vua – Grant Major; Dan Hennah và Alan Lee - Girl with a Pearl Earring – Ben Van Os; Cecile Heideman - Seabiscuit – Jeannine Oppewall; Leslie Pope - Võ sĩ đạo cuối cùng – Lilly Kilvert; Gretchen Rau - Master and Commander: The Far Side of the World – William Sandell; Robert Gould                                           | - Master and Commander: The Far Side of the World – Russell Boyd - Thành phố của Chúa – Cesar Charlone - Girl with a Pearl Earring – Eduardo Serra - Seabiscuit – John Schwartzman - Cold Mountain – John Seale |
| Hóa trang xuất sắc nhất | Thiết kế trang phục xuất sắc nhất |
| - Chúa tể của những chiếc nhẫn: Sự trở về của nhà vua – Richard Taylor và Peter King - Cướp biển vùng Caribbean: Lời nguyền tàu Ngọc Trai Đen – Ve Neill và Martin Samuel - Master and Commander: The Far Side of the World – Edouard Henriques III và Yolanda Toussieng | - Chúa tể của những chiếc nhẫn: Sự trở về của nhà vua – Ngila Dickson và Richard Taylor - Girl with a Pearl Earring – Dien van Straalen - Seabiscuit – Judianna Makovsky - Võ sĩ đạo cuối cùng – Ngila Dickson - Master and Commander: The Far Side of the World – Wendy Stites |
| Biên tập xuất sắc nhất | Hiệu ứng xuất sắc nhất |
| - Chúa tể của những chiếc nhẫn: Sự trở về của nhà vua – Jamie Selkirk - Thành phố của Chúa – Daniel Rezende - Master and Commander: The Far Side of the World – Lee Smith - Cold Mountain – Walter Murch - Seabiscuit – William Goldenberg | - Chúa tể của những chiếc nhẫn: Sự trở về của nhà vua – Jim Rygiel, Randall William Cook, Alex Funke và Joe Letteri - Master and Commander: The Far Side of the World – Dan Sudick, Stefen Fangmeier, Nathan McGuinness và Robert Stromberg - Cướp biển vùng Caribbean: Lời nguyền tàu Ngọc Trai Đen – John Knoll, Hal Hickel, Charles Gibson và Terry Frazee |

### Giải Oscar nhân đạo
- Blake Edwards[12]

### Phim với nhiều đề cử và giải thưởng
| Số đề cử | Phim                                                   |
| -------- | ------------------------------------------------------ |
| 11       | Chúa tể của những chiếc nhẫn: Sự trở về của nhà vua    |
| 10       | Master and Commander: The Far Side of the World        |
| 7        | Cold Mountain                                          |
| 7        | Seabiscuit                                             |
| 6        | Mystic River                                           |
| 5        | Cướp biển vùng Caribbean: Lời nguyền tàu Ngọc Trai Đen |
| 4        | Thành phố của Chúa                                     |
| 4        | Đi tìm Nemo                                            |
| 4        | Võ sĩ đạo cuối cùng                                    |
| 4        | Lost in Translation                                    |
| 3        | Girl with a Pearl Earring                              |
| 3        | House of Sand and Fog                                  |
| 3        | In America                                             |
| 2        | The Barbarian Invasions                                |
| 2        | The Triplets of Belleville                             |
| 2        | 21 Grams                                               |

| Số giải thưởng | Phim                                                |
| -------------- | --------------------------------------------------- |
| 11             | Chúa tể của những chiếc nhẫn: Sự trở về của nhà vua |
| 2              | Master and Commander: The Far Side of the World     |
| 2              | Mystic River                                        |